# Юніон-Сіті (Нью-Джерсі)
Юніон-Сіті (англ. Union City) — місто (англ. city) в США, в окрузі Гудзон штату Нью-Джерсі. Населення — 68 589 осіб (2020). Місто цілком розташоване на суші і займає 3,3 кв. км. За результатами перепису 2000 воно входило до списку найбільш густонаселених міст США з показником 52 977,8 осіб на кв. милю.

## Географія
Юніон-Сіті розташований за координатами 40°46′3″ пн. ш. 74°1′56″ зх. д. / 40.76750° пн. ш. 74.03222° зх. д. (40.767460, -74.032295).  За даними Бюро перепису населення США в 2010 році місто мало площу 3,32 км², уся площа — суходіл.

## Демографія
Згідно з переписом 2010 року, у місті мешкало 66 455 осіб у 22 814 домогосподарствах у складі 15 512 родин. Було 24931 помешкання
Расовий склад населення:
| - 58,0 % — білих - 5,2 % — чорних або афроамериканців - 2,4 % — азіатів - 1,2 % — корінних американців - 27,4 % — осіб інших рас |

До двох чи більше рас належало 5,6 %. Частка іспаномовних становила 84,7 % від усіх жителів.
За віковим діапазоном населення розподілялося таким чином: 23,7 % — особи молодші 18 років, 65,8 % — особи у віці 18—64 років, 10,5 % — особи у віці 65 років та старші. Медіана віку мешканця становила 33,9 року. На 100 осіб жіночої статі у місті припадало 100,4 чоловіків;  на 100 жінок у віці від 18 років та старших — 98,3 чоловіків також старших 18 років.
Середній дохід на одне домашнє господарство  становив 55 511 долар США (медіана — 41 107), а середній дохід на одну сім'ю — 54 274 долари (медіана — 39 501). Медіана доходів становила 32 145 доларів для чоловіків та 28 938 доларів для жінок. За межею бідності перебувало 24,9 % осіб, у тому числі 38,3 % дітей у віці до 18 років та 24,2 % осіб у віці 65 років та старших.
Цивільне працевлаштоване населення становило 33 911 осіб. Основні галузі зайнятості: освіта, охорона здоров'я та соціальна допомога — 15,3 %, мистецтво, розваги та відпочинок — 13,2 %, роздрібна торгівля — 12,3 %, науковці, спеціалісти, менеджери — 12,3 %.

## Транспорт
Через місто проходить маршрут Зеленої та Жовтої ліній швидкісного трамваю Гудзон-Берген, що обслуговує округи Гудзон та Берген.